# 천리쥔
천리쥔(중국어 간체자: 谌利军, 정체자: 諶利軍, 병음: Chèn Lìjūn, 한자음: 심리군, 1993년 2월 8일~)은 중화인민공화국의 역도 선수이다. 2020년 하계 올림픽에서 금메달을 획득했고, 세계 역도 선수권 대회에서 4번 우승했다.